# Корчино (Николаевская область)
Корчино (укр. Корчине) — село в Николаевском районе Николаевской области Украины.
Население по переписи 2001 года составляло 273 человек. Почтовый индекс — 57112. Телефонный код — 512.

## Местный совет
57110, Николаевская обл., Николаевский р-н, с. Шостаково, ул. Центральная, 45; тел. 38-95-41